# ناحیه وین (شهرستان دوپیج، ایلینوی)
ناحیه وین (به انگلیسی: Wayne Township) یک منطقهٔ مسکونی در ایالات متحده آمریکا است که در شهرستان دوپیج، ایلینوی واقع شده‌است. ناحیه وین ۲۳۱ متر بالاتر از سطح دریا واقع شده‌است.